# Penaeus
Penaeus is een geslacht van garnalen uit de familie van de Penaeidae.

## Soorten
- Penaeus aztecus Ives, 1891
- Penaeus brasiliensis Latreille, 1817
- Penaeus brevirostris Kingsley, 1878
- Penaeus californiensis Holmes, 1900
- Penaeus canaliculatus (Olivier, 1811)
- Penaeus chinensis (Osbeck, 1765)
- Penaeus duorarum Burkenroad, 1939
- Penaeus esculentus Haswell, 1879
- Penaeus hathor (Burkenroad, 1959)
- Penaeus indicus H. Milne Edwards, 1837
- Penaeus japonicus Spence Bate, 1888
- Penaeus kerathurus (Forskål, 1775)
- Penaeus konkani (Chandra & Bhattacharya, 2003)
- Penaeus latisulcatus Kishinouye, 1896
- Penaeus longistylus Kubo, 1943
- Penaeus marginatus Randall, 1840
- Penaeus merguiensis de Man, 1888
- Penaeus monodon Fabricius, 1798
- Penaeus notialis Pérez Farfante, 1967
- Penaeus occidentalis Streets, 1871
- Penaeus paulensis (Pérez Farfante, 1967)
- Penaeus penicillatus Alcock, 1905
- Penaeus plebejus Hess, 1865
- Penaeus pulchricaudatus Stebbing, 1914
- Penaeus schmitti Burkenroad, 1936
- Penaeus semisulcatus De Haan, 1844 [in De Haan, 1833-1850]
- Penaeus setiferus (Linnaeus, 1767)
- Penaeus silasi Muthu & Motoh, 1979
- Penaeus similis (Chanda & Bhattacharya, 2002)
- Penaeus stylirostris Stimpson, 1871
- Penaeus subtilis (Pérez Farfante, 1967)
- Penaeus vannamei Boone, 1931